# Рік Естлі
Річард Пол Рік Естлі (Richard Pol Rick Astley, повне ім'я — Richard Paul Astley, 6 лютого 1966 року) — англійський виконавець танцювальної поп-музики, автор своїх пісень та музикант, пік творчої кар'єри припадає на кінець 1980-х років (від 1987 року). Як співака Ріка Естлі вирізняє своєрідний і легко впізнаваний вокал. Рік Естлі — автор декількох яскравих хітів, які увійшли у «золоту колекцію» світових синглів.

## Біографія і музична кар'єра
Рік Естлі народився 6 лютого 1966 року у англійському містечку Ньютон-ле-Віллоус (Newton-le-Willows), Велика Британія.
На початку 1980-х років Рік Естлі — барабанщик музичного гурту під назвою FBI (англійська абревіатура ФБР), який виконував переважно композиції у стилі соул.
У 1985 році талант Ріка Естлі запримітив Піт Вотерман (Pete Waterman), власник рекординґової компанії PWL і переконав молодого виконавця спробувати сили на звукозаписуючій студії у Лондоні.
У столиці на підприємтві Вотермана Stock Aitken Waterman до Ріка Естлі спершу поставились несерйозно, і деякий час він був «хлопчиком на побігеньках» на студії, але опанування ним рекординґових процесів і особливий талант зробили свою справу — Рік Естлі розпочав сольну кар'єру.
Проте першим записаним синглом Ріка Естлі став дует з Лізою Картер (Lisa Carter) — «When You Gonna», який втім не зажив популярності. Та вже наступний, перший сольний, трек Ріка Естлі «Ніколи тебе не покину» (Never Gonna Give You Up), вийшов 1987 року, миттєво набув шаленої популярності, п'ять тижнів поспіль очолюючи британський чарт і ставши у цьому (1987) році найпродаванішою (бестселлером) музичною композицією не тільки у Великій Британії, а й за океаном — у США (на початку 1988 року) та Канаді. Для Ріка Естлі це був перший з його 13 синглів, що потрапляли до світової тридцятки найпопулярніших пісень.
Дебютний альбом Ріка Естлі «Якщо ти потребуєш когось» (Whenever You Need Somebody) також взлетів на вершини чартів, ставши найпопулярнішим у 1987 році у Британії та Австралії.
Ще один сингл з дебютного альбому «Назавжди разом» (Together Forever), реліз якого у США було здійснено навесні 1988 року, став у Америці популярнішим, ніж на батьківщині Естлі, очолюючи американські хіт-паради впродовж кінця весни — влітку 1988 року.
У 1989 році Рік Естлі номінувався на Премію Ґреммі як «найкращий новий артист» (Best New Artist of the Year).
Наприкінці 1980-х років Естлі розриває стосунки з лейблом Stock Aitken Waterman і починає співпрацювати з компанією SIA Records. Однак і колишньої слави Рік Естлі більше не зазнав.
Наступний альбом співака — «Вільний» (Free) побачив світ лише у 1991 році. У ньому Рік Естлі більше не виконавець танцювальної легкої поп-музики, тепер співак виконує мелодійні соул-балади. Одна з них, «Крик на допомогу» (Cry for Help) увійшла в найкращі десятки як британського, так і американського чартів (і там, і там найкраща позиція — сьоме місце).
За два роки, у 1993 році вийшов новий альбом Ріка Естлі «Тіло і душа» (Body & Soul), який не був занадто вдалим — лише у США він увійшов у 200 найкращих музичних альбомів. Проте композиція з альбому «Безпорадно» (Hopelessly) сягнула 4-го рядка в американському чарті.
Більшість 90-х та початок 2000-х Рік Естлі перебував у «затінку». Лише 2002 року відбулося його «повернення» — співак після 10-річної перерви випустив збірку «Тримай увімкненим» (Keep It Turned On). Завдяки продюсеру Тодду Тері (Todd Terry), який зробив з однієї з композицій альбому «Сплячий» (Sleeping) хаус-версію, вона стала клубним хітом.
Проте Ріку Естлі вдалося нагадати про себе, і у 2000-х вийшло декілька збірок його найкращих хітів, які тепло сприйняли любителі його оригінального вокалу і традиційної музики 1980-х та соул-балад. Так само тепло публіка прийняла новий альбом Ріка Естлі «Портрет» (Portrait), що вийшов у березні 2005 року, і який здебільшого складається з мелодійних соул-композицій.
З особистого життя Ріка Естлі відомо, що його подругою є данка Лєне Баузаґер (Lene Bausager), з якою вони виховують дочку Емілі (Emilie). Рік Естлі рідко виступає персонажем світської хроніки.
На щорічній церемонії вручення премії MTV Europe Awards, яка відбулася 7 листопада 2008 року в новому концертному комплексі «Ехо–арена» у Ліверпулі (Велика Британія), Рік Естлі тріумфував — його було визнано «найкращим співаком усіх часів» (ще з вересня відбувалось висунення номінантів й інтернет-голосування).

## Дискографія

### Альбоми
| Відомості про альбом |
| --- |
| Whenever You Need Somebody («Коли ти потребуєш когось») - Рік випуску: 1987 - Позиції у чартах: Велика Британія — № 1 США — № 10 (1988) Австралія — № 1 (1980-ті роки) Канада — № 2 |
| Hold Me in Your Arms («Тримай мене у своїх руках») - Рік випуску: 1988 - Позиції у чартах: Канада — № 3 Велика Британія — № 8 США — № 19 (1989)                                     |
| Free («Вільний») - Рік випуску: 1991 - Позиції у чартах: Велика Британія — № 9 Канада — № 17 США — № 31                                                                             |
| Body & Soul («Тіло і душа») - Рік випуску: 1993 - Позиції у чартах: США — № 182 |
| Keep It Turned On («Тримай це вмикненим») - Рік випуску: 2001 |
| Portrait («Портрет») - Рік випуску: 2005 - Позиції у чартах: Велика Британія — № 26                                                                                                 |

### Збірки
- 2001 Together Forever — Greatest Hits and More… («Назавжди разом — Найбільші хіти і ще дещо»)
- 2002 Greatest Hits («Найбільші хіти»)
- 2003 The Best of Rick Astley — Never Gonna Give You Up («Найкраще Ріка Естлі — Ніколи і не думай поступатися»)
- 2004 Love Songs (Пісні про кохання")
- 2004 Platinum & Gold Collection («Платинова і золота колекція»)

## Цікаві факти з життя і творчості Ріка Естлі

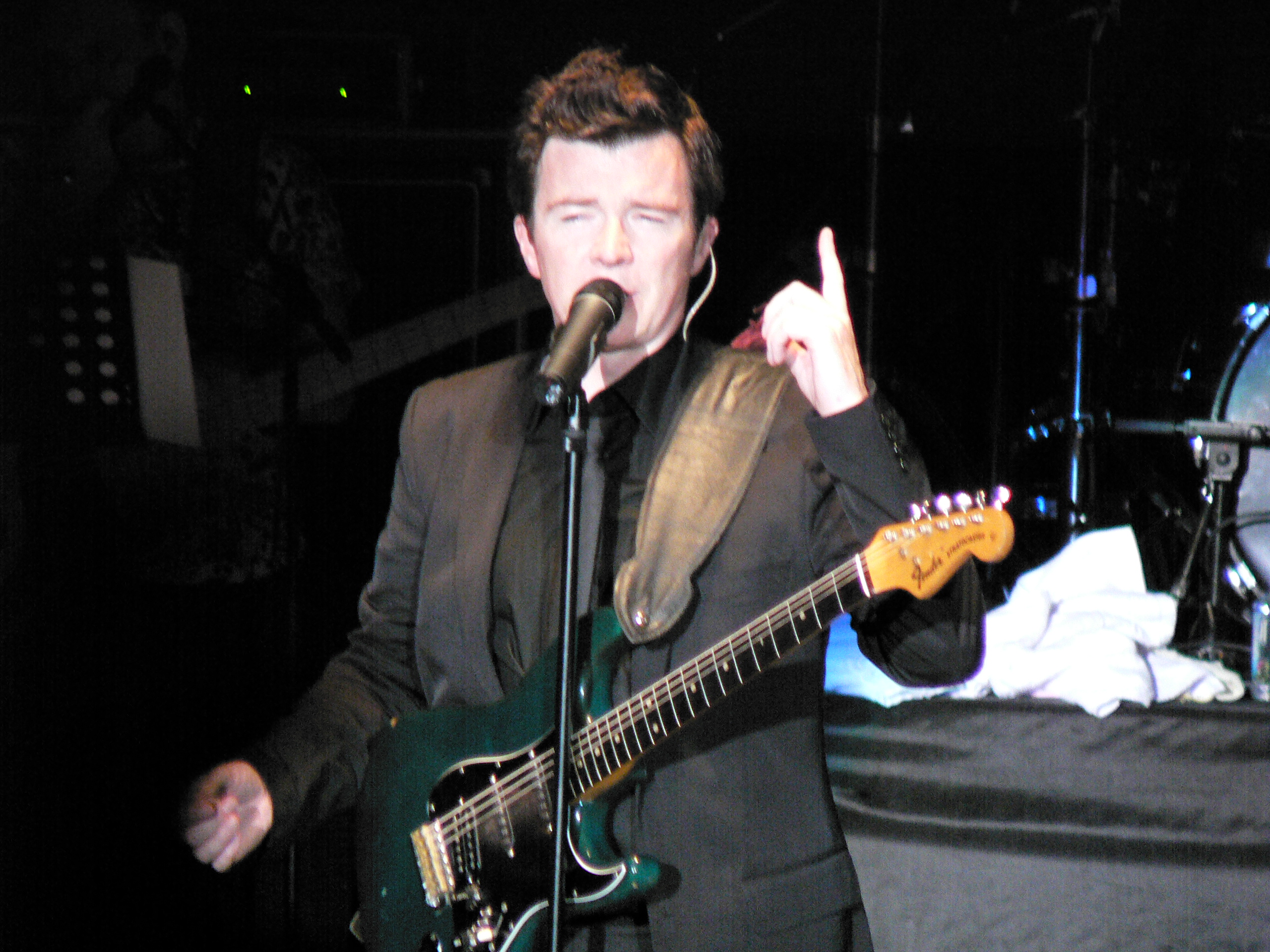
Рік Естлі під час виступу на фестивалі в Сингапурі, серпень 2008 року

- У США, де перші релізи музичних треків Ріка Естлі, було здійснено у 1988 році, довго не могли повірити, що їх виконавець не афро-американець, з чим навіть були пов'язані деякі комічні ситуації — непорозуміння Ріка Естлі з ведучими під час інтерв'ю, чутки про те, що Рік Естлі лише «грає» в кліпах виконавця своїх пісень.
- Рік Естлі непрямо став родоначальником нового явища в Інтернеті, яке отримало назву Rickrolling. Суть його полягає в тому, що користувач, скачуючи ролик якогось треку, отримує зовсім інший. Таким чином, від 2007 року понад 10 млн чоловік, «замовивши» якийсь трек, скачали і проглянули Never Gonna Give You Up Ріка Естлі. Феномен став таким популярним, що 1 квітня 2008 року YouTube до кожної композиції помістила першим посилання на Rickroll, тобто пісню Ріка Естлі. Цікаво, що сам Рік Естлі так прокоментував цей факт газеті Los Angeles Times: «Гадаю, це одна з тих дивовиж, що іноді трапляються, і люди далі з цим живуть. А все це через дивовижу самого Інтернету».

## Виноски
1. ↑  http://www.wa-wd.com/n/astleyri.htm
2. ↑  див. «Україна Молода», № 211 за 8 листопада 2008 року]